# 高千穂鉄道高千穂線
高千穂線（たかちほせん）は、かつて宮崎県延岡市の延岡駅から宮崎県西臼杵郡高千穂町の高千穂駅を結んでいた高千穂鉄道の鉄道路線である。2005年9月の台風14号による被害で運行休止となり、2008年12月28日に全線が廃止された（詳細は後述）。
以前は日本国有鉄道（国鉄）大分鉄道管理局、九州旅客鉄道（JR九州）大分支社の路線であった。なおこの項では、国鉄時代に建設中止となり未成線となった区間についても詳述する。

## 概要
旧国鉄特定地方交通線であった高千穂線を転換して開業した路線である。五ヶ瀬川に沿って宮崎県北部の工業都市・延岡市と神話の里・高千穂町を結ぶ。深角 - 天岩戸間の高千穂橋梁（全長353 m）は水面からの高さが105 mあり、日本一高い鉄道橋であった。そのため、旧国鉄時代から同橋梁上では乗客に対して眺望や高さを堪能させることも目的とした徐行運転を行っていた。
しかし、2005年9月6日の台風14号による増水で第一五ヶ瀬川橋梁（川水流 - 上崎間）、第二五ヶ瀬川橋梁（亀ヶ崎 - 槇峰間）が流失するなど全線にわたって甚大な被害を受け、運行休止となった。宮崎県や沿線自治体が復旧費用の負担に難色を示したため、高千穂鉄道としての復旧・運行再開を断念し、全線廃止とすることが決定された。2007年9月6日に延岡 - 槇峰間が廃止、翌2008年12月28日に高千穂 - 槇峰間も含む全線が廃止された。
ただし、民間で復旧・運行再開をする企業・団体が現れれば譲渡を検討するとしており、宮崎県内外からいくつかの企業が名乗りを上げたほか、2006年には高千穂町の観光・商工関係者らが部分運行再開のための会社として「神話高千穂トロッコ鉄道」を設立した。しかし、同社による鉄道事業としての再開は断念され、廃線跡を公園として扱った保存鉄道を運営する方針に転換し、2008年4月1日には社名を「高千穂あまてらす鉄道」と改称した。2022年現在は同社によって高千穂駅 - 高千穂橋梁間（高千穂町内）をスーパーカート（軌道自転車）による遊具としての定期運行を行っている。
また、当線で使用されていた車両（高千穂鉄道#車両を参照）のうち、2両(TR-102,TR-103)のみが解体されたが、他の車両は高千穂駅構内に2両(TR-101,TR-202)、日之影温泉駅に2両(TR-104,TR-105)、高千穂線未成区間のトンネルの駅に2両(TR-301,TR-302)が静態保存され、JR九州に売却後に特急「海幸山幸」として使用されている車両が2両(TR-401,TR-402)、阿佐海岸鉄道に譲渡された車両が1両(TR-201→ASA-300)ある。高千穂駅では現在、TR-202を利用した運転体験が行われている。阿佐海岸鉄道に譲渡された車両については2020年に運行が終了しており、2022年時点でも廃車解体されず留置されている。

### 路線データ
- 路線距離（営業キロ）：50.0 km
- 軌間：1067 mm
- 駅数：19駅（起終点駅含む）
- 複線区間：なし（全線単線）
- 電化区間：なし（全線非電化）
- 閉塞方式：特殊自動閉塞式

## 運行形態
すべて線内折り返し運転で、ワンマン運転を実施していた。2両編成の場合は車掌乗務だが、ほぼ1両での運転のため、滅多に乗務していなかった。
国鉄時代は日豊本線に乗り入れ、宮崎駅まで直通する列車があった。
1991年から前面展望車両の指定席車と一般車の自由席車を連結した快速「たかちほ号」が運行されていた。2003年3月からはこれに代わりトロッコ列車の「トロッコ神楽号」が運行開始され、2005年の運行停止まで運行された。
運行停止の時点では1日13往復の列車が運行しており、毎時1本程度の運行であったが、2時間以上間が開く時間帯もあった。
第三セクター転換後は高千穂駅と延岡駅で車両の夜間滞泊が設定されていた。国鉄時代は日ノ影駅で夜間滞泊があり、朝の高千穂駅の上り始発は滞泊車両を日ノ影駅から高千穂駅まで回送していた。

## 歴史
元々は改正鉄道敷設法で「熊本県高森ヨリ宮崎県三田井ヲ経テ延岡ニ至ル鉄道」として定められ、延岡から三田井（高千穂）を経て高森線（現在の南阿蘇鉄道高森線）の高森駅までの延伸が計画されていたが、国鉄時代に延岡 - 高千穂間が開業したにとどまった。高千穂 - 高森間27.0 kmの建設はトンネル掘削中の異常出水事故により中断、1980年（昭和55年）に工事が凍結された（詳細は「未開業区間」の項で後述）。
- 1935年（昭和10年）2月20日 日ノ影線の延岡 - 日向岡元間が新規開業、西延岡・行縢・日向岡元の各駅を新設
- 1936年（昭和11年）4月12日 日向岡元 - 川水流間を延伸開業、曽木・川水流の両駅を新設
- 1937年（昭和12年）9月3日 川水流 - 槇峰間を延伸開業、早日渡・槇峰の両駅を新設
- 1939年（昭和14年）10月11日 槇峰 - 日ノ影間を延伸開業、日向八戸・日ノ影の両駅を新設
- 1957年（昭和32年）2月1日 細見・吐合・上崎・亀ヶ崎・吾味の各駅を新設
- 1972年（昭和47年）7月22日 日ノ影 - 高千穂間を延伸開業し高千穂線と改称。この区間は旅客営業のみ。影待・深角・天岩戸・高千穂の各駅を新設
- 1974年（昭和49年）4月1日 延岡 - 日ノ影の貨物営業を廃止
- 1975年（昭和50年）2月 建設中の高森トンネル坑内で異常出水事故。高森町内の井戸水が枯れ水道が断水
- 1976年（昭和51年）9月 高森トンネル工事が一時中断
- 1980年（昭和55年） 国鉄再建法成立により高千穂 - 高森間の鉄道建設凍結
- 1982年（昭和57年）
  - 8月13日 台風11号による増水で川水流 - 高千穂間が不通[4]
  - 8月25日 日ノ影 - 高千穂間が運転再開[4]
  - 8月27日 川水流 - 日向八戸間が運転再開[4]
  - 12月20日 日向八戸 - 日ノ影間が運転再開し、全線が復旧[4]
- 1984年（昭和59年）6月22日 第2次特定地方交通線として廃止承認
- 1987年（昭和62年）4月1日 開業区間を九州旅客鉄道が承継。未開業区間は日本国有鉄道清算事業団が承継
- 1988年（昭和63年）6月21日 第三セクター会社への転換を決定
- 1989年（平成元年）4月28日 高千穂鉄道に転換[5]。運行本数を7往復から13往復に増発[6]、日ノ影滞泊を廃止し高千穂滞泊に変更
- 1993年（平成5年） 高千穂 - 高森間の鉄道建設用地・工作物などが日本国有鉄道清算事業団から高千穂町・高森町へ無償譲渡
- 1995年（平成7年）1月1日 日ノ影駅を日之影温泉駅に改称
- 1996年（平成8年）1月1日 全線で電子閉塞化[7]
- 2005年（平成17年）9月6日 台風14号による増水で第一五ヶ瀬川橋梁、第二五ヶ瀬川橋梁が流失、全線で路盤の流失や倒木などの甚大な被害が発生し運行休止。同年12月に復旧断念と廃止の方針が決定
- 2006年（平成18年）9月5日 延岡 - 槇峰間の廃止届と槇峰 - 高千穂間の休止届を国土交通省九州運輸局に提出
- 2007年（平成19年）
  - 9月6日 延岡 - 槇峰間 (29.1 km) を廃止
  - 12月27日 槇峰 - 高千穂間の廃止届を九州運輸局に提出
- 2008年（平成20年）12月28日 槇峰 - 高千穂間 (20.9 km) を廃止

## 駅一覧

### 開業区間
- 駅所在地の自治体名は休止時点のもの。全線宮崎県内に所在。

| 駅名         | 駅間 営業キロ | 累計 営業キロ | 駅構造                 | 接続路線・備考                                                                 | 所在地                        |
| ------------ | ------------- | ------------- | ---------------------- | ------------------------------------------------------------------------------ | ----------------------------- |
| 延岡駅       | -             | 0.0           | 切り欠き式ホーム1面1線 | 九州旅客鉄道：日豊本線 全列車停車駅                                            | 延岡市                        |
| 西延岡駅     | 4.1           | 4.1           | 単式ホーム1面1線       |                                                                                | 延岡市                        |
| 行縢駅       | 2.7           | 6.8           | 単式ホーム1面1線       |                                                                                | 延岡市                        |
| 細見駅       | 3.6           | 10.4          | 単式ホーム1面1線       |                                                                                | 延岡市                        |
| 日向岡元駅   | 1.2           | 11.6          | 島式ホーム1面2線       | 1935年時点の終点駅 全列車停車駅                                                | 延岡市                        |
| 吐合駅       | 1.7           | 13.3          | 単式ホーム1面1線       |                                                                                | 東臼杵郡北方町 （現・延岡市） |
| 曽木駅       | 1.3           | 14.6          | 単式ホーム1面1線       | 全列車停車駅                                                                   | 東臼杵郡北方町 （現・延岡市） |
| 川水流駅     | 2.5           | 17.1          | 島式ホーム1面2線       | 1936年時点の終点駅 全列車停車駅                                                | 東臼杵郡北方町 （現・延岡市） |
| 上崎駅       | 2.8           | 19.9          | 単式ホーム1面1線       |                                                                                | 東臼杵郡北方町 （現・延岡市） |
| 早日渡駅     | 5.0           | 24.9          | 単式ホーム1面1線       | 全列車停車駅                                                                   | 東臼杵郡北方町 （現・延岡市） |
| 亀ヶ崎駅     | 1.5           | 26.4          | 単式ホーム1面1線       |                                                                                | 東臼杵郡北方町 （現・延岡市） |
| 槇峰駅       | 2.7           | 29.1          | 島式ホーム1面2線       | 1937年時点の終点駅 全列車停車駅                                                | 西臼杵郡日之影町              |
| 日向八戸駅   | 2.4           | 31.5          | 単式ホーム1面1線       | 全列車停車駅                                                                   | 西臼杵郡日之影町              |
| 吾味駅       | 1.4           | 32.9          | 単式ホーム1面1線       |                                                                                | 西臼杵郡日之影町              |
| 日之影温泉駅 | 4.7           | 37.6          | 島式ホーム1面2線       | 1939年時点の終点駅 1995年に「日ノ影駅」から改称 全列車停車駅                   | 西臼杵郡日之影町              |
| 影待駅       | 2.8           | 40.4          | 単式ホーム1面1線       |                                                                                | 西臼杵郡日之影町              |
| 深角駅       | 3.6           | 44.0          | 単式ホーム1面1線       |                                                                                | 西臼杵郡日之影町              |
| 天岩戸駅     | 3.9           | 47.9          | 単式ホーム1面1線       |                                                                                | 西臼杵郡高千穂町              |
| 高千穂駅     | 2.1           | 50.0          | 島式ホーム1面2線       | 廃線時の終点駅 全列車停車駅 接続予定：高千穂線（未開業区間）、宇延線（未成線） | 西臼杵郡高千穂町              |

### 未開業区間
駅間距離、高千穂駅以外の累計キロはいずれも計画距離。累計キロは延岡から、接続路線の事業者名、駅所在地は工事凍結時のもの。
| 駅名     | よみ           | 駅間距離(km) | 累計キロ | 接続路線                                       | 所在地 | 所在地                           |
| -------- | -------------- | ------------ | -------- | ---------------------------------------------- | ------ | -------------------------------- |
| 高千穂駅 | たかちほ       | -            | 50.0     | （国鉄高千穂線開業区間）                       | 宮崎県 | 西臼杵郡高千穂町                 |
| 上野駅   | かみの         | 4.0          | 54.0     |                                                | 宮崎県 | 西臼杵郡高千穂町                 |
| 田原駅   | たばる         | 3.0          | 57.0     |                                                | 宮崎県 | 西臼杵郡高千穂町                 |
| 河内駅   | かわち         | 2.6          | 59.6     |                                                | 宮崎県 | 西臼杵郡高千穂町                 |
| 日向泊駅 | ひゅうがどまり | 6.3          | 65.9     |                                                | 熊本県 | 阿蘇郡蘇陽町（現上益城郡山都町） |
| 高森駅   | たかもり       | 7.1          | 73.0     | 日本国有鉄道：高森線（現・南阿蘇鉄道：高森線） | 熊本県 | 阿蘇郡高森町                     |

※河内駅 - 日向泊駅間で高森町を通過する予定であったが、駅設置計画はなかった。

## 輸送・収支実績
| 年度 | 旅客輸送人員（千人） | 一日1Km平均通過人員（人） | 鉄道業営業収入（千円） | 鉄道業営業費（千円） |
| ---- | -------------------- | ------------------------- | ---------------------- | -------------------- |
| 1989 | 542                  | 785                       | 274,999                | 321,618              |
| 1990 | 565                  | 750                       | 284,027                | 338,234              |
| 1991 | 564                  | 827                       | 273,806                | 330,102              |
| 1992 | 608                  | 848                       | 277,109                | 332,355              |
| 1993 | 544                  | 798                       | 237,801                | 326,402              |
| 1994 | 603                  | 820                       | 270,095                | 289,667              |
| 1995 | 563                  | 763                       | 248,571                | 268,057              |
| 1996 | 544                  | 738                       | 245,951                | 265,939              |
| 1997 | 518                  | 692                       | 224,032                | 243,388              |
| 1998 | 481                  | 644                       | 214,050                | 266,485              |
| 1999 | 459                  | 622                       | 203,183                | 281,412              |
| 2000 | 434                  | 583                       | 189,793                | 262,708              |
| 2001 | 411                  | 577                       | 183,819                | 245,918              |
| 2002 | 381                  | 522                       | 175,795                | 241,317              |
| 2003 | 389                  | 539                       | 189,057                | 244,061              |
| 2004 | 365                  | 504                       | 179,702                | 243,508              |

- 民鉄主要統計『年鑑日本の鉄道』1992年-2007年

## 未開業区間

### 鉄道敷設について
日清戦争の直後、軍事産業路線として熊本県と宮崎県延岡市を結ぶ九州横断鉄道敷設の話が持ち上がり、国鉄が延宇線（宇土 - 延岡）を計画したり、熊本 - 延岡を結ぶ鉄道敷設を目的として熊延鉄道が設立されたりするなどその気運は高まった。しかし、いずれも実現には至らなかった。その後1922年の改正鉄道敷設法で熊本 - 立野 - 高森 - 高千穂 - 日ノ影 - 延岡という鉄道計画が最終案となり（熊本 - 立野間は豊肥本線）、同年高森線（現・南阿蘇鉄道高森線）立野 - 高森間の工事が着手された。しかし国の財政難で工事が中断されたため、1925年には熊本県・宮崎県・大分県の関係者による「高千穂高森間鉄道速成同盟会」が結成され、鉄道建設促進運動を起こした結果、1939年までに延岡 - 日ノ影（現・日之影温泉）間が開通したものの、戦争の激化により再び鉄道建設の目処が立たないこととなった。
戦後の1947年、地元で「日ノ影高森間鉄道敷設期成同盟会」が結成され、この鉄道の全線貫通を国に請願したことから、1962年鉄道審議会が日ノ影 - 高森間の建設を決定した。1966年に日本鉄道建設公団（以下「鉄道公団」と略）によって日ノ影 - 高千穂間の敷設工事が着工され1972年に完成、残る高千穂 - 高森間27.0 kmの工事も1973年に着工、1977年完成を目指して工事が進められた。
ところが1975年2月、掘削中の高森トンネル（予定延長6500 m）の入口から2050 m地点の坑内で、地下水の水脈を誤って切断したために毎分36 tの異常出水が発生、これにより高森町内の湧水8か所が枯れ、井戸水を使用していた約1,000戸もの家庭で水道が断水する事故が起きた。そのため鉄道公団側はトンネルからの水をポンプで吸い上げ、町内の家に配水するよう処置したが、被害は町内の水田約113 haにも及んだ。その後も度重なる出水や井戸水の掘削失敗等の原因が重なり、1977年12月にトンネル工事は一時中止となり、事故を巡って鉄道公団と地元との補償交渉が開始され、事故から10年以上経った1989年に補償協定が成立した。
この出水事故が最大の要因となり、鉄道敷設工事は中断された。そしてその後のモータリゼーションの進展により鉄道の必要性そのものが小さくなり、1980年国鉄再建法成立により工事予算が凍結され全面的に中止となった。高千穂 - 高森間の工事の進捗率は30%であったが、当時鉄道公団高千穂鉄道建設所の話では「あと7年あれば全線開通できる」状態であったという。
高森線は1986年、高千穂線は1988年にそれぞれ第三セクター会社へ転換されたものの、未成区間の工事は承継・再開されることのないまま、1987年の改正鉄道敷設法廃止により計画が消滅した。

### 工事中止後の状況
建設用地は国鉄の分割民営化時に、その用地、工作物などすべてが日本国有鉄道清算事業団に承継され、1993年沿線自治体に無償譲渡された。完成していた一部のトンネルや高架橋は1998年までに解体され、その後高千穂町内の用地の60%は旧地権者に払い下げられた。そのため、未成線となった建設用地は未着工の部分もあって、そのほとんどが何処か分からなくなっているが、ところどころに用地の境界標や封鎖されたトンネル、橋脚の跡などが残っている。
高千穂町内に建設された葛原トンネルは現在神楽酒造が「トンネル貯蔵庫」として利用しており、周辺は「トンネルの駅」として整備され、無料で見学できる。またその近くの用地の一部が「夢見路公園」として整備され、夢に終わった九州横断鉄道の敷設時が偲ばれる。
異常出水により工事中断となった高森トンネルは、無償譲渡を受けた高森町が親水公園として整備を行い、現在は掘削された2055mの内550mが「高森湧水トンネル公園」として有料で一般に開放されている。なお、この全通工事完成の暁には、終点の高森駅がこのトンネルの入口付近へ移転する予定であった。

## 代替輸送
高千穂線廃止以前より、延岡 - 高千穂間では、宮崎交通により路線バスが運行されていた。そのため、高千穂線の廃止に当たっては、これらのバス路線を増発することによって対応している。また、都市間連絡バスのあそ号・たかちほ号が延岡 - 高千穂 - 五ヶ瀬町 - 高森 - 熊本空港 - 熊本間を連絡しており、鉄道で連絡する予定だった熊本県方面へ抜けることができる。